# Kotki (województwo świętokrzyskie)
Kotki – wieś w Polsce, położona w województwie świętokrzyskim, w powiecie buskim, w gminie Busko-Zdrój.
W latach 1954–1959 wieś należała i była siedzibą władz gromady Kotki, po jej zniesieniu w gromadzie Kołaczkowice. W latach 1975–1998 miejscowość administracyjnie należała do województwa kieleckiego.

## Integralne części wsi
| SIMC    | Nazwa    | Rodzaj    |
| ------- | -------- | --------- |
| 0232101 | Chałupki | część wsi |
| 0232130 | Ogonów   | część wsi |
| 0233158 | Piekło   | część wsi |

## Historia
Była własnością kasztelana połanieckiego Stanisława Dunina Borkowskiego. Teren między miejscowościami Kotki i Palonki był polem jednej z największych bitew partyzanckich rozegranych w 1945 roku. 31 maja oddział partyzantów z Brygady Świętokrzyskiej NSZ liczący ok. 120 ludzi (w tym żołnierze LWP) został zaatakowany przez grupę operacyjną Ministerstwa Bezpieczeństwa Publicznego złożoną z oddziału szturmowego z Buska Zdroju (funkcjonariusze Powiatowego Urzędu Bezpieczeństwa Publicznego i Milicji Obywatelskiej oraz członkowie Polskiej Partii Robotniczej), kompanii szturmowej Wojewódzkiego Urzędu Bezpieczeństwa Publicznego z Kielc i oddziału Armii Czerwonej, w lasach na północ od wsi Kotki . Bitwę w czasach Polski Ludowej upamiętniono pomnikiem poświęconym poległym funkcjonariuszom KPMO, PUBP i PUBP, to jest: Tadeuszowi Banachowi, Romanowi Figurze, Bolesławowi Kaczmarskiemu, Janowi Strzelcowi, Tadeuszowi Wachnickiemu, Michałowi Wójcikowi, Władysławowi Wójcikowi, Eugeniuszowi Paluchowi i Franciszkowi Załęckiemu oraz zabitemu Franciszkowi Kaweckiemu (sekretarz komórki PPR z Kotek).
Miejsce pochówku poległych żołnierzy NSZ nadal nie jest znane.

## Zabytki
- Kamienna figura przydrożna z XVII w. Rzeźba Matki Boskiej[10].
- Kamienna figura przydrożna z XVIII w. Rzeźba św. Tekli[10].